# 样板戏
样板戏，全称革命样板戏，另称八个样板戏，指1967至1976年间，由中国共产党官方报道《人民日报》、新华社认定的一批在无产阶级文化大革命中定稿，主要反映当时中共極左政治立场的舞台艺术作品。中央文革小組對「革命樣板戲」負責，稱作八個樣板戲（最早是八個）。「1968年各地“三忠于”活动形成高潮，广泛开展唱样板戏，跳忠字舞和『早请示、晚汇报』」。

## 起源与发展
样板戏的酝酿、创作成型，约始于中华人民共和国成立以后。1952年10月6日至11月1日舉行的「第一屆全國戲曲觀摩演出大會」上，出现的現代戲劇还很少。
1956年3月1日至4月4日在北京舉行的京劇演出大會，有約五十齣現代京劇演出，標誌著現代京劇主導的時代開始。這時的現代戲已經在舞台上用了佈景，沒有了傳統服裝，沒有行當的區分，工農兵成了主要的角色。唱的雖然是京劇唱腔，卻加上了西式的和聲。傳統戲漸漸失去生存空間。
1964年，北京舉行了「京劇現代戲觀摩演出大會」，演出了三十五個京劇現代戲目。北京市長彭真在開幕式上的講話提出了五個方針：京劇現代戲要為社會主義服務、為工農兵服務、要重點演活人戲，即是有利於社會主義、有利於對敵鬥爭的現代戲、要把革命內容和京劇藝術風格融合，戰略上藐視、戰術上重視敵人，敵人即反對京劇改革的人。
舒模《京劇音樂更好地為社會主義服務》提出了較具體的改革方針：「創造新的英雄人物形象」、「創造性地運用並豐富了京劇的板式」、「大膽吸收、溶化、敢於突破創新」。他認為為了表現生活氣息，服裝、動作、道具、佈景等都要改，音樂方面則應廣泛吸收其它劇種的音樂、民歌、少數民族音樂以至革命歌曲的元素，並提出音樂工作者要深入工農兵的生活，改造思想，加強政治修養。
江青曾经发表《谈京剧革命——一九六四年七月在京剧现代戏观摩演出人员的座谈会上的讲话》，并组织、参与、经手一些京剧现代戏等的改编、排练。于是，样板戏被打上“江记”标志。1967年5月23日纪念毛泽东《在延安文艺座谈会上的讲话》发表25周年當天，样板戏在北京各剧场同时上演。毛泽东多次率中共中央政治局成员出席观看，以此给予强劲的政治支持。江青进入中央文革小组、并由此活跃于中央政治舞台核心，均与此有关。
样板戏的认定有若干次。《人民日报》1967年5月31日社论《革命文艺的优秀样板》介绍：“为了纪念毛主席《在延安文艺座谈会上的讲话》发表二十五周年，首都舞台上正在上演八个革命样板戏：京剧《智取威虎山》、《海港》、《红灯记》、《沙家浜》、《奇袭白虎团》，芭蕾舞剧《红色娘子军》、《白毛女》，交响音乐《沙家浜》。”初澜《京剧革命十年》（载《红旗》1974年第七期）表示：“无产阶级培育的革命样板戏，现在已有十六、七个。”“继八个样板戏之后，钢琴伴唱《红灯记》，钢琴协奏曲《黄河》，革命现代京剧《龙江颂》、《红色娘子军》、《平原作战》、《杜鹃山》，革命现代舞剧《沂蒙颂》、《草原儿女》和革命交响音乐《智取威虎山》等新的革命样板作品的先后诞生，巩固和扩大了这场伟大革命的战果，进一步推动了全国社会主义文艺创作运动的蓬勃发展。”新华社报道《革命样板戏剧组文艺战士深入工厂、农村、部队为工农兵演出》（载1975年5月21日《人民日报》）提到：“这次演出，以革命样板戏全剧为主，以深入厂矿、社队为主。革命现代京剧《沙家浜》、《海港》、《红色娘子军》、《奇袭白虎团》、《平原作战》、《杜鹃山》、《磐石湾》，革命现代舞剧《红色娘子军》、《白毛女》，革命交响音乐《沙家浜》、《智取威虎山》，钢琴协奏曲《黄河》以及试验演出的革命现代京剧《红云岗》、《审椅子》、《战海浪》、《津江渡》等，都将和工农兵观众见面。”新华社记者、《人民日报》记者报道《革命现代京剧在日本——记中国上海京剧团访日演出》（载1976年7月30日《人民日报》）称：“上海京剧团在日本东京等八个城市演出革命样板戏《智取威虎山》全剧、《审椅子》、《津江渡》短剧和《磐石湾》选场，在日本观众中引起了亲切的共鸣、热烈的反应。”初澜《坚持文艺革命，反击右倾翻案风》（载《红旗》1976年第三期）强调：“文艺革命带来的巨变，主要的标志，就是一大批革命样板戏的相继问世。”初澜没有提供样板戏具体名单，但“一大批革命样板戏”的提法前所未有。
样板戏题材往往重复，如：革命现代京剧《红灯记》与钢琴伴唱《红灯记》、革命现代京剧《沙家浜》与革命交响音乐《沙家浜》、革命现代京剧《智取威虎山》与革命交响音乐《智取威虎山》、革命现代舞剧《红色娘子军》与革命现代京剧《红色娘子军》、革命现代舞剧《沂蒙颂》与革命现代京剧《红云岗》等。
中国京剧团、中国舞剧团、中央乐团、北京京剧团、上海京剧团、上海市舞蹈学校、上海交响乐团、山东省京剧团等演出单位为样板艺术团体。它们试验演出的作品为将要列入革命样板戏的作品。至1976年10月，样板戏的题材重复现象进一步加剧，如：革命现代京剧《海港》与弦乐钢琴五重奏伴唱《海港》，革命现代舞剧《白毛女》与弦乐四重奏《白毛女》、交响组曲《白毛女》，革命现代舞剧《草原儿女》与琵琶协奏曲《草原英雄小姐妹》、革命现代京剧《草原兄妹》，革命现代京剧《杜鹃山》与革命现代舞剧《杜鹃山》，等。
由于这些作品描写的都是中国人民在中国共产党领导下进行武装斗争和经济建设的现代生活，被赋予了更广泛的政治意义：被纳入了与所谓帝王将相、才子佳人占领舞台相对立的革命文艺路线，被当作批判刘少奇、周扬修正主义文艺黑线的论据和武器，被奉为工农兵占领文艺舞台、文化大革命的典范。
样板戏艺术形式既有创新，又较为单一。革命交响音乐并非纯器乐作品，但又不同于清唱剧的要求，而是由角色按京剧旋律演唱。此外，京剧唱腔分别由钢琴伴唱、弦乐钢琴五重奏伴唱，也为首创的艺术形式。但样板戏中，没有出现过革命现代昆剧、革命现代话剧、革命现代歌剧、革命现代歌舞剧、革命现代木偶剧、革命现代清唱剧、革命声乐套曲和革命奏鸣曲等作品。

## 作品
根据样板戏题材重复的特点，结合初澜等文章和相关报道，可以判断，至1976年10月，样板戏约有二十六部。它们的名单如下（同一艺术样式，按定稿时间先后排列）：

### 戏剧作品
（一）戏曲作品。包括：1．革命现代京剧《智取威虎山》（上海京剧团演出）、《红灯记》（中国京剧团演出）、《沙家浜》（北京京剧团演出）、《海港》（上海京剧团演出）、《龙江颂》（上海京剧团演出）、《奇袭白虎团》（山东省京剧团演出）、《红色娘子军》（中国京剧团演出）、《平原作战》（中国京剧团演出）、《杜鹃山》（北京京剧团演出）、《磐石湾》（上海京剧团演出）、《红云岗》（山东省京剧团演出）、《审椅子》（上海京剧团演出）、《战海浪》（上海京剧团演出）、《津江渡》（上海京剧团演出）、《夜渡》（中国京剧团试验演出）、《草原兄妹》（中国京剧团试验演出）、《新保管》（上海京剧团试验演出）。2．革命现代越剧《半篮花生》（浙江越剧团演出）。
（二）舞剧作品。包括：革命现代舞剧《红色娘子军》（中国舞剧团演出）、《白毛女》（上海市舞蹈学校演出）、《沂蒙颂》（中国舞剧团演出）、《草原儿女》（中国舞剧团演出）、《杜鹃山》（中国舞剧团试验演出）、《苗山风云》（上海市舞蹈学校试验演出）、《闪闪的红星》（上海市舞蹈学校试验演出）。

### 大型音乐作品
（一）革命交响音乐《沙家浜》（中央乐团演出）、《智取威虎山》（上海乐团演出）。
（二）钢琴伴唱《红灯记》（中央乐团、中国京剧团演出）。
（三）钢琴协奏曲《黄河》（中央乐团演出）、《战台风》（中央乐团试验演出）。
（四）弦乐钢琴五重奏伴唱《海港》（上海京剧团演出）。
（五）弦乐四重奏《白毛女》（上海乐团演出）。
（六）交响组曲《白毛女》（中央乐团演出）。
（七）交响诗《刘胡兰》（中央乐团试验演出）。

### 潜在作品
截止1976年10月6日，处于萌芽阶段的潜在样板戏，则有：革命现代京剧《金燕岭》（中国京剧团创编）、《春苗》（上海京剧团创编）、《战船台》（中国京剧团创编）、《决裂》（北京京剧团创编）、《第二个春天》（山东省京剧团创编），革命现代舞剧《青春战歌》（中国舞剧团创编）、钢琴组曲《红色娘子军》（中央乐团创编）、琵琶协奏曲《草原英雄小姐妹》（中央乐团创编）等。革命现代京剧《警钟长鸣》也已经提出创作计划。

## 政治地位与影响力
样板戏之所以至今仍然成为焦点话题，主要归结于其在文化大革命中举足轻重的影响力。由于江青的政治影响力很大程度上来源于样板戏，她自始至终将样板戏作为高压统治的必要手段，打击迫害持不同意见者。
在文革和之前的一段时间，样板戏的内容、传播、演出等都被视为重大政治事件，早期凡是敢于提出修改意见或不同想法的文艺工作者往往直接遭到迫害。其名义往往是“破坏革命样板戏的现行反革命”，最高刑罚是死刑。此后这种严酷的手段被扩展到一切相关事件，甚至演员在台上说错一句台词漏做一个动作、道具弄错一件服饰、音乐出现任何差错都被视为反革命罪行，由此在中国的文化演艺界造就了一大批冤案。
由于这种历史背景，从改革开放直到今天的中国社会，样板戏仍然是一个相当敏感的政治话题。诸如中国教育部曾经提议的在中小学音乐课程中推广京剧的想法，就是因为其中包含了样板戏的曲目而饱受批评。

## 主要特征

### 三突出
从樣板戲的创作中，总结、归纳出的塑造无产阶级英雄典型人物的根本任务，三突出创作原则等，却被硬性确立为所有创作都必须遵循的经典规范。有学者指出，三突出塑造的高大全英雄呼唤的个人崇拜，蕴涵着文革的精神基因。
三突出是指「在所有人物中突出正面人物，在正面人物中突出英雄人物，在英雄人物中突出主要英雄人物」。三突出的影響是負面的，它局限了反面角色的發揮，反面人物只有零散而短的唱段，而英雄人物的唱腔則佔了大多數。而且，把人物簡單地劃分為英雄人物和反面角色，戲劇的著眼點只在於正面人物如何成為階級鬥爭中的英雄，而缺乏內心世界的刻劃，人物簡單化和概念化。
其它和樣板戲有關的口號有：「三化」（革命化、民族化和群眾化）、「三對頭」（感情、性格和時代感都對頭）、「三打破」（打破行當、打破流派、打破舊格式）等等。

### 革命现代京剧

#### 古為今用、洋為中用
革命现代京剧在运用传统和外国艺术形式表现中国现代生活方面确实摸索出了一些经验，借鉴话剧舞台美术形式，用西洋绘画的写实布景、道具、服装，改变了传统京剧重写意、象征的假定性特征；有层次的成套唱腔，妥善处理声与情、流派与人物、韵味与形象三方面的关系；並以交响化乐队作为京剧的伴奏。

#### 集体创作
革命現代京劇是由京劇音樂的專家、外請的作曲家和兼任創作的演員、樂師集體創作的。而這些外請的作曲家，多受過西方音樂教育，熟識西方的和聲、配器等手法，固此他們創作時不自覺地以西方的模式對傳統民間音樂加以改動。
以往京劇的曲牌多是從傳統累積下來的，而板腔則是在既有的格式上，加上演唱者自己的經驗依字行腔。至於「革命現代京劇」，它有既定的樂譜，樂譜上詳細記錄了每一聲部確實有甚麼音。要用樂譜的其中一個原因是因為樂隊的擴大，不能讓每一件樂器自由加花，使得演唱和演奏者即興演奏的空間大減。

#### 樂隊
傳統京劇京劇的伴奏多採用齊奏或支聲複調的伴奏手法。革命現代京劇的主要不同之處在於加入了西洋管弦樂團。雖然加入了西洋樂隊，三大件的伴奏手法沒有太大改動，京胡依然是最重要的伴奏樂器。三大件的作用和在傳統京戲中一樣，利用支聲複調的手法跟隨唱腔，從頭伴奏到尾。其中一個不同的地方是增多了低音樂器如大提琴和低音大提琴的運用。
除此之外，西洋樂隊有以下作用：
1. 作為節奏的點綴，很多時用弦樂撥奏輕快跳躍的伴奏音型，有些時候則用整個樂隊奏一些像進行曲的節奏。運用這些進行曲式的節奏，一來是故意表示和傳統的「封建」的舊風格劃清界線，另一方面是塑造解放軍的勇往直前的形象。
2. 作為兩句之間的「過門」或句尾的擴充，即在唱者不唱的時候，用管弦樂隊填充旋律的空隙；這樣既充份利用了管弦樂隊，又避免了樂隊和演唱者齊奏而蓋過演唱者。
3. 作為和聲的襯托，如在散板的唱段時，弦樂很多時都用抖弓演奏和聲作為襯托。
4. 作為唸白的背景音樂
5. 演奏代表某種人物或意識的主導動機。
6. 演奏獨立的序曲、幕間曲、閉幕曲；
7. 作為動作或描繪場景的音樂，如《紅燈記》第一場的「火車過場及交通員跳車音樂」，用急速的節奏來表現火車的經過和交通員緊急的心情。

#### 行當
革命現代京劇沒有了傳統京劇的行當區分。因為人物是現代的人物，且又以工農兵階級為主，很難再循用古時的行當區分。例如《紅燈記》的主角李玉和，他已經不能被區分成老生、小生或是武生。徐蘭沅在關於《箭杆河邊》唱腔創作的文章中，指出現代京劇只根據人物性格選擇唱腔類型，而不再將某一個人物定死為某一個行當的角色。

#### 聲腔和板式
革命現代京劇裏面，經常同一旋律出現了不同聲腔的特性。有時同一句旋律同時帶有二黃和西皮的味道，聲腔板式不純淨的韻味，形成一種「雜燴風格」。
並且經常把不同的聲腔、不同板式、正反線的調式合併成一首曲形成豐富的對比。其中一個串連不同板式以構成對比的例子是《紅燈記》中李玉和在第八場的唱段「雄心壯志沖雲天」。他用了以下的板式：「二黃導板」、「回龍」、「原板」、「慢三眼」、「原板」、「垛板」、「散板」。把如此多不同的板式結合成一首曲，也就是同一首曲有很多不同的節奏的規格，在傳統京劇中是較為少見的。
在革新當中，創造了新的板式，對傳統的板式亦作出改動，如句尾不依傳統的格式落在習慣的結尾音上、咬字根據現代的北京話發音、音與音之間的節奏緊湊了、拖腔不再依固定的格式，而多了不同的變化。一般來說，為了讓節奏明快，每個字的拖腔都短了，長的拖腔只落在句尾的一兩個字，而拖腔的音亦經過作曲者設計安排，而不是由演員決定。在創新方面，一些新的板式被設計出來，如二黃腔中沒有「流水板」，便借鑒了「西皮流水板」的結構創出「二黃流水板」。

#### 唸白
革命現代京劇比傳統的京劇運用了較多的唸白。如《紅燈記》中第五場「痛說革命家史」中，李奶奶的說白有八十來句長，可說違反了京戲傳統的模式，反而像是話劇。另外，唸白之中又以「京白」的運用多了。傳統京劇裏的唸白主要分「韻白」和「京白」。「韻白」是一種字詞具有韻律、近中州音的唸白，每個字拖得較長。為了節奏的明快、觀眾易於理解和切合現代的生活氣息，現代京劇多用近於北京話口語的「京白」，和唱腔裏的唱詞一樣，都較為口話化，語音和詞彙都更靠近生活自然形態。但為了保持其節奏和音調方面的音樂性，多數都會在句尾押韻、而且也運用了平仄、抑揚頓挫、整散快慢，上下句動勢和穩定的對比循環。

### 革命现代舞剧
革命现代舞剧给舞蹈动作和造型的命名，对中国舞剧的发展有重大贡献。芭蕾舞剧的舞蹈动作和造型，几百年来一直沿用法语名称。为使革命现代舞剧的动作和造型成为舞剧创作的永久财富，给它们规定了响亮的名称。这些富有民族特色和崭新内容的名称，具体生动地表现了特定的舞蹈形象。

### 革命交响音乐
突破了旧式交响乐“四个乐章”、“奏鸣曲式”等程式，保留了京剧唱腔激越挺拔、高亢优美的特色，加进了京剧的全部打击乐器、中国的民族弓弦乐器、弹拨乐器和唢呐等，甚至有无伴奏合唱。它不同于交响乐，也不同于交响诗，而是属于中国独特的民族新型的艺术样式。

### 其它藝術之中的樣板
这种树立样板的做法，还被推广到其他艺术领域——有美术作品中的泥塑《收租院》、油画《毛主席去安源》，语录歌，样板作家浩然、样板诗人张永枚，等等。

## 传播
1969年到1972年间，为了“看戏难”问题，普及样板戏，北京电影制片厂、八一电影制片厂、长春电影制片厂等電影製片商，由谢铁骊等执导，将它们先后拍成舞台电影片，在全国发行、放映；在正式拍片之前，在全国各地放映的都是直接翻拍自北京电视台（今中国中央电视台）电视转播画面的“电视实况转播屏幕复制片”。三百多种地方戏曲剧种还对样板戏进行了移植；并被录制成各类唱片发售。因为样板戏被神化，拍摄电影、录制唱片和移植成地方戏曲，都严格要求不能走样。1974年四届人大召开时，编创、演出、拍摄样板戏的有功人员受到特别优待，以致挤掉了部分其他艺术门类的代表名额。
文革期间小说、电影、戏剧创作枯竭，文化生活长时期极其枯燥（曾有“八亿人民八个戏”的说法），样板戏经电影、电视、广播反复强制性播放，连不熟悉戏曲的男女老少都能哼唱几句（见下文“著名選段”章节），成为文革时期贫乏的精神、文化生活的代名词。意大利导演安东尼奥尼的纪录片《中国》，插入样板戏旋律作背景音乐，略含反讽；巴金在《随想录》中曾说，他一听到样板戏就心惊肉跳，成为一种典型的记忆创伤。
后文革的影视作品，也常有以样板戏为文革的隐喻，用作背景音乐来暗示的。以其曲调的高亢激越，造成冲突激烈，或主人公命运不安不祥的暗示。

## 著名選段
最常见的选段有：
- 《红灯记》：穷人的孩子早当家、都有一颗红亮的心、做人要做这样的人、浑身是胆雄赳赳、闹工潮、打不尽豺狼决不下战场、雄心壮志冲云天、光辉照儿永向前、仇恨入心要发芽。
- 《沙家浜》：朝霞映在阳澄湖上、共产党就像天上的太阳一样、智斗、要学那泰山顶上一青松、定能战胜顽敌度难关、沙家浜总有一天会解放。
- 《智取威虎山》：只盼着深山出太阳、管叫山河换新装、誓把那反动派一扫光、把剥削根子全拔掉、共产党员、迎来春色换人间、甘洒热血写春秋、我们是工农子弟兵、胸有朝阳、坚决要求上战场。
- 《奇袭白虎团》：打败美帝野心狼、决不让美李匪帮一人逃窜。
- 《海港》：细读了全会公报、大吊车真厉害。
- 《杜鹃山》：无产者、家住安源、黄莲苦胆味难分、乱云飞、血的教训。
- 《平原作战》：披星戴月下太行、哪里有人民哪里就有赵勇刚、做一个中华好儿女、毛主席的革命路线指引我永不迷航。
- 《龙江颂》：争做时代的新闯将、手捧宝书满胸暖。
- 《白毛女》：北风吹、扎红头绳、参加八路军、盼东方出红日、大红枣儿甜又香、太阳出来了。
- 《红色娘子军》（舞剧）：娘子军连连歌、军民团结一家亲。
- 《沂蒙颂》（舞剧）：盼亲人早日养好伤。

## 争论和现状
文革后对它的评价一直充满了争论：一种观点认为因江青在样板戏创作改编过程中起了主导作用，并竭力以样板戏服务于她的政治欲望，由此视样板戏为“阴谋文艺”；另一种观点认为样板戏的许多剧目在江青插手以前就已基本成型，说明样板戏本是好作品，是江青“掠夺”了“革命文艺工作者的成果”才受此恶谥。
用龐大的西洋樂隊伴奏京劇，得到了人們正面和負面的評價。在1979年9月《人民音樂》中，柳雲濤、彭家幌、馬玉發等認為大樂隊能豐富效果，樂隊澎湃的氣勢是傳統伴奏做不到的。李鍾慶則認為從至多十來人變成幾十人的樂隊，會破壞地方特色，更兼銅管樂和戲曲樂隊不融合，主張京劇的伴奏應回復傳統的規格。
以往並沒有關於京劇的產生和發展的系統理論，只有憑師徒式的承傳，依隨傳統，缺乏藝術實踐的自覺意識。經過了現代京劇的改革，人們開始對京劇的創作規律理論化，有些戲曲學院甚至加了作曲系。這些某程度上都是隨「革命現代京劇」而衍生出來的。
2001年12月2日在南京举办的第三届中国京剧节开幕式，就是文革中最流行的两部样板戏的片断：《智取威虎山》的《打虎上山》，《红灯记》的《痛说革命家史》。
2008年2月，中国教育部提出，将在全国10个省、市、自治区的部分中小学试点“京剧进课堂”。教育部同时列出15首京剧教学曲目，其中有9首为“样板戏”。由此一石激起千层浪，教育部此举在全国引起一片争议。